# Meryta senfftiana
Meryta senfftiana là một loài thực vật có hoa trong Họ Cuồng cuồng. Loài này được Volkens mô tả khoa học đầu tiên năm 1901.